# Соцгород (Казань)
Соцгород (тат. Социалистик шәһәр, ранее — посёлок Орджоникидзе, Соцгород Авиастроя) — жилой массив-микрорайон советской комплексной застройки типа соцгород и историческая местность в Авиастроительном районе города Казани. В микрорайоне находятся единственная площадь и общественный центр Авиастроительного района, ряд объектов республиканского и городского значения и проводится всероссийский фестиваль ролевых игр и фэнтези «Зиланткон». Численность населения микрорайона — около 22 тысяч человек. Микрорайон как градостроительно-жилищную административно-учётную единицу обслуживает управляющая компания ЖКХ ООО РСК «Уютный Соцгород». В целях сохранения и защиты целостного архитектурно-исторического образа Соцгорода Министерство культуры Татарстана и мэрия Казани реализовывают проект внесения микрорайона как охранной зоны в республиканский реестр объектов культурного наследия
.

## Расположение
Микрорайон находится на севере города и в центральной части района между улицей Копылова, переходящей в улицу Ленинградскую на востоке и улицей Челюскина на западе и между улицей Тимирязева на юге и улицей Максимова на севере; архитектурно-историческая охранная зона ограничивается на севере улицей Социалистическая, но включает также территорию парка «Крылья Советов», стадиона «Рубин» и спортивной базы футбольного клуба «Рубин». Микрорайон имеет несколько кварталов и на плане выглядит прямоугольником, вытянутым с юга на север.
Северо-восточнее находится микрорайон Караваево, северо-западнее — городской посёлок-микрорайон Новое Караваево, западнее — городской посёлок Грабарский.
В микрорайоне имеются одноимённая площадь у пересечений улиц Копылова, Белинского, Олега Кошевого, 6 меридиональных улиц (граничные Копылова, Ленинградская, Челюскина и небольшие внутренние Лечебная, Чапаева, Кольцевая) и 7 широтных улиц (граничные Тимирязева, Максимова и внутренние Лядова, Белинского, Индустриальная, Социалистическая, Побежимова).

## История
В 1930-е годы индустриализации за тогда деревней Караваево далеко на север от города началось сооружение крупного узла авиационной промышленности «Казмашстрой», включавшего авиационный завод №124 (позже №22 и Казанское авиационное производственное объединение) и авиамоторный завод №16 (позже Казанское моторостроительное производственное объединение). Для близкого проживания и досуга их работников на свободном от поселений месте также началось создание жилого массива-микрорайона по комплексному единому плану соцгородов, включавшему жилые дома-сталинки, а также дворец культуры также сталинской архитектуры, стадион, парк и прочие объекты инфраструктуры и жизнеобеспечения (школы, детсады и др.) местного значения. Подготовка к строительству Соцгорода началась в 1932 году, а уже в 1933 году институтом Гипрогор был составлен его первый проект, который к 1936 году стал планом планировки микрорайона из нескольких кварталов на 20 тыс. жителей. В 1935 году территория заводов, Соцгорода и других соседних посёлков была включена в черту города . К 1938 году была застроена часть первого квартала. Во второй половине 1940-х годов к застройке привлекались немецкие военнопленные. Полностью микрорайон был застроен к началу 1950-х годов. Для транспортной связи заводов и Соцгорода с городом уже к 1937 году была проложена трамвайная линия и к 1948 году первая в городе троллейбусная линия. Микрорайон застроен практически полностью жилыми домами-сталинками, среди которых преобладают 5-этажные, хотя есть и здания меньшей этажности. Ввиду комплексности и высокой плотности застройки дальнейшего строительства в микрорайоне практически не было, и он значительно лучше сохранил свой целостный образ в сравнении со многими другими соцгородами страны. 
Первые десятилетия появившийся микрорайон носил названия одновременно «посёлок Орджоникидзе», «Соцгород Авиастроя», «Соцгород Авиакомбината», «Соцгород Казмашстроя» (поскольку у окраин Казани также создавались соцгород оптико-механического завода у посёлка Дербышки и соцгород железнодорожников у посёлка Юдино, выделившегося из посёлка Красная Горка). Позже с 1950-х гг. (поскольку другие соцгородки стали называться по названиям посёлков и для удобства в обиходе) название «Соцгород Авиастроя» сократилось до просто «Соцгород».
В микрорайоне жили будущий генеральный конструктор ракетно-космической отрасли СССР С. П. Королёв (в 1944—1946 гг., ввиду работы с 1942 году в ОКБ-16 тюремного типа при заводе № 16), ракетный двигателист и также будущий генеральный конструктор ракетно-космической техники В. П. Глушко, главный конструктор авиационной техники В. М. Петляков. В сквере в одном из дворов микрорайона (между улицами Белинского и Индустриальная) до временного снятия на реставрацию в 2016 году стоял памятник Орджоникидзе, согласно легендам, переделанный в 1962 году из памятника Сталину.

По словам архитектора Марселя Искандарова, проектированием зданий в Соцгороде занимались известные советские специалисты — например Аркадий Мордвинов, один из семёрки сталинских архитекторов, которые после войны восстанавливали Волгоград, и сотрудники мастерской академика Ивана Жолтовского (автор дома на Моховой, с которого началась сталинская архитектура). Позднее зелёный и еще несколько домов в Соцгороде стали называть «королёвскими»: их строили для работников 22-го авиационного завода, сам же инженер-конструктор Сергей Королёв жил неподалеку — в доме по адресу: Лядова, 5. Жители — в основном инженеры и технические работники, поэтому до войны эти дома называли «домами ИТР». — Валеева Д. Дом с историей. Как живется в «зелёном доме» в Соцгороде

## Объекты

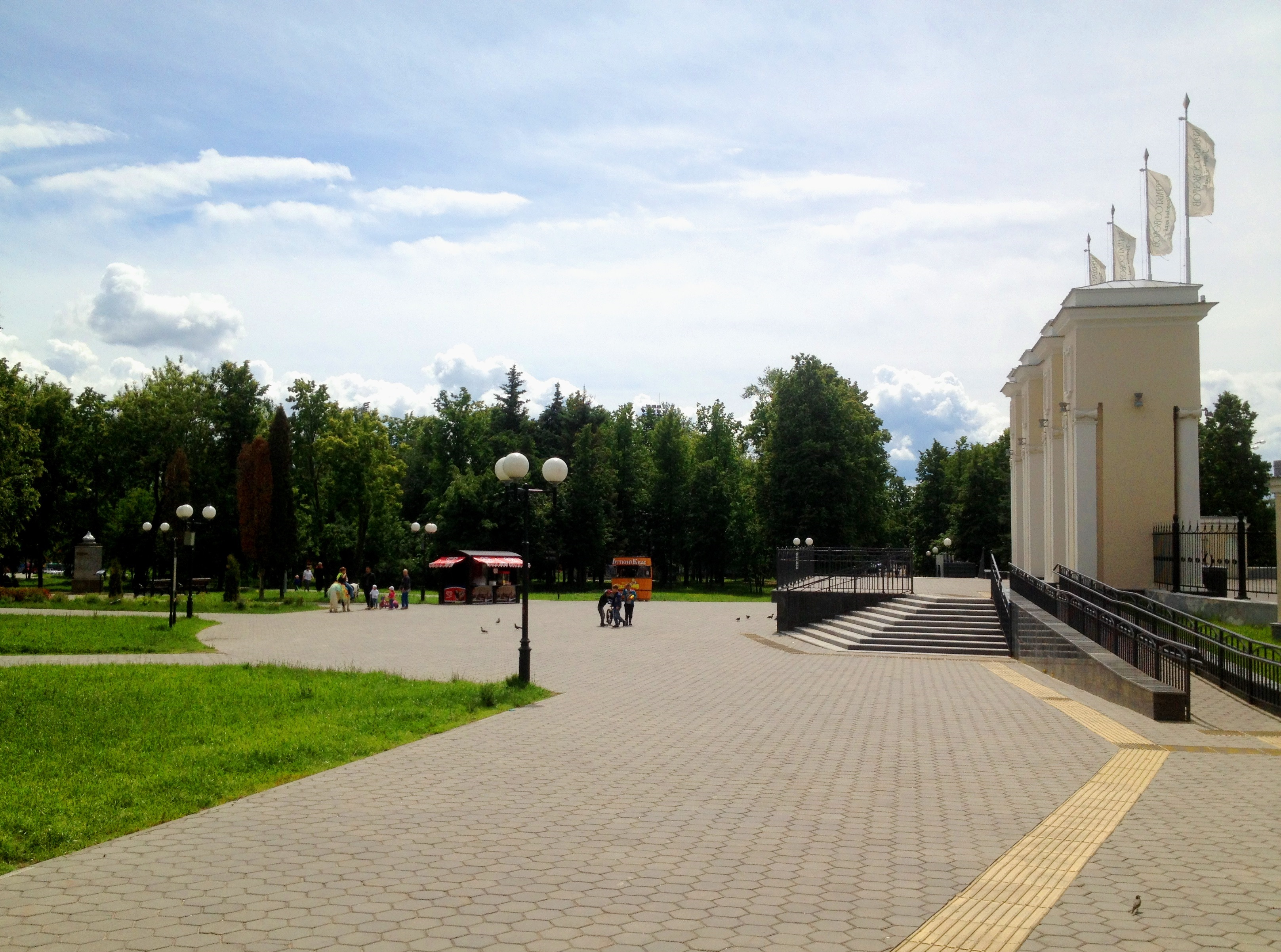
парк «Крылья Советов»

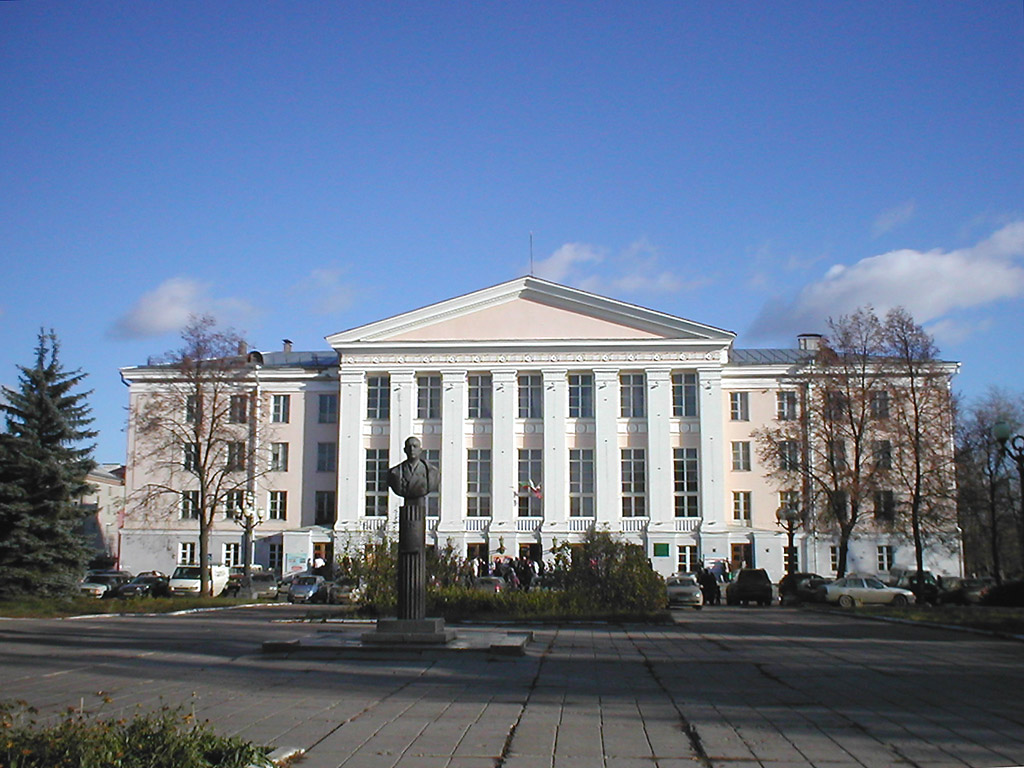
культурно-досуговый комплекс им. В. И. Ленина

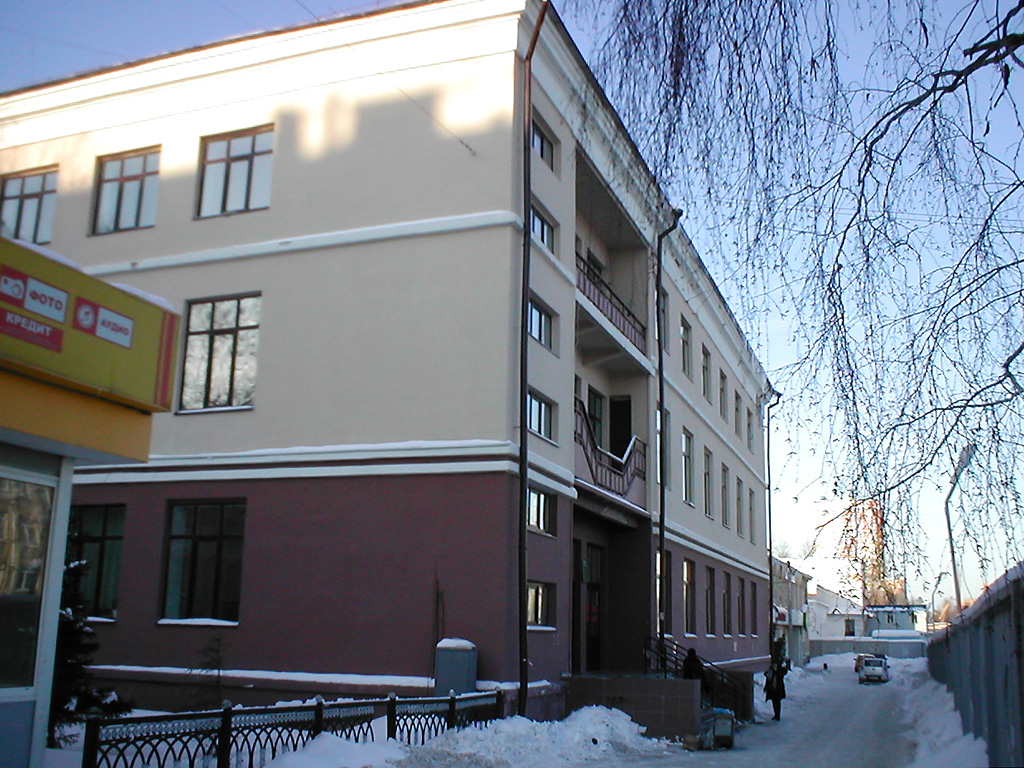
молодежный центр им. А. Гайдара

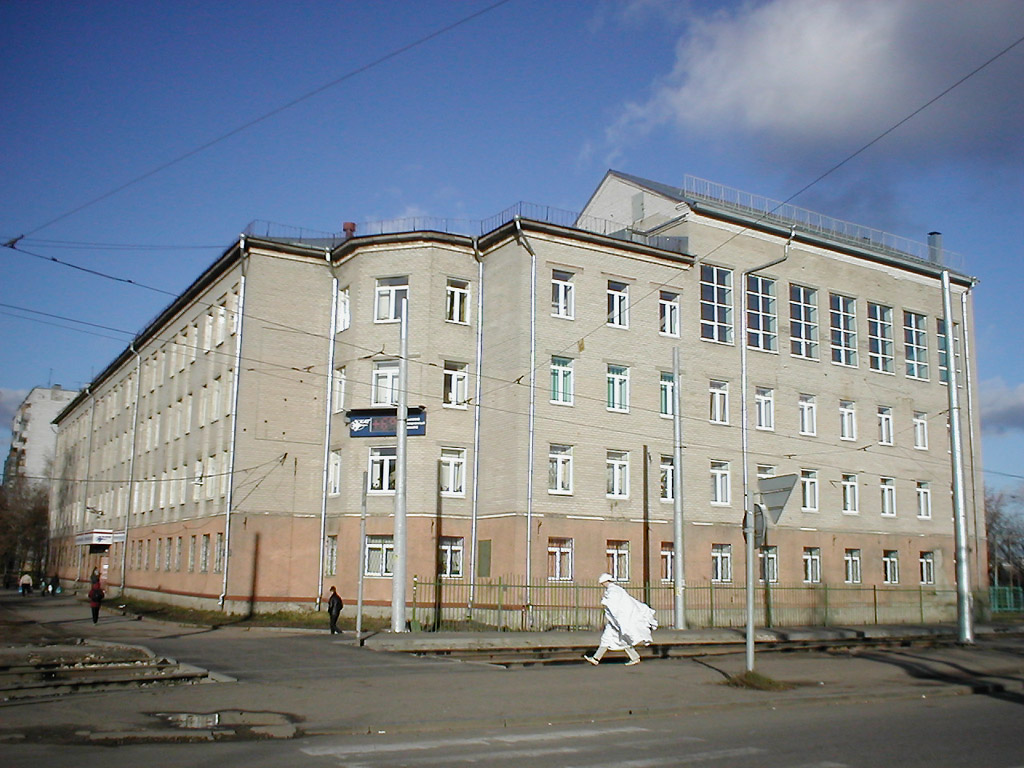
Казанский авиационно-технический колледж им. П. В. Дементьева

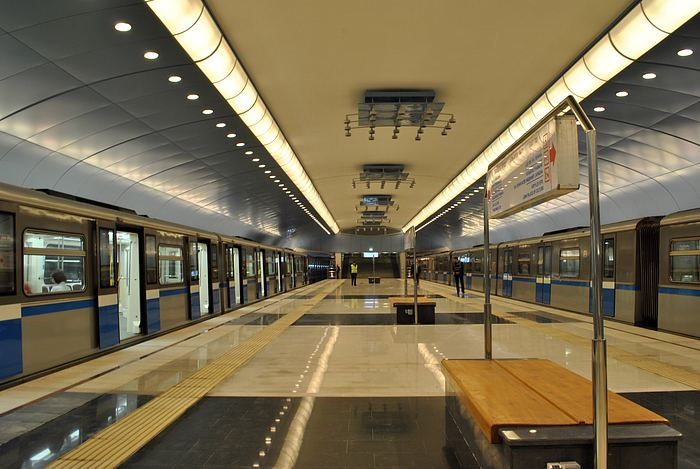
станция метро «Авиастроительная»

- крупный парк «Крылья Советов» городского значения с аллеей славы с бюстами крупнейших русских учёных и лётчиков и памятником В. И. Ленину
- стадион «Рубин» на 10 тыс.зрителей, тренировочная домашняя арена со спортивной базой футбольного клуба «Рубин», объект Универсиады-2013
- культурно-досуговый комплекс (дворец культуры) им. В. И. Ленина
- молодежный центр (дом культуры) им. А. Гайдара (изначально — Дом связи)
- Казанский авиационно-технический колледж имени П. В. Дементьева
- ДЮСШ ФК «Рубин», одна из крупнейших в России
- городская клиническая больница № 12
- детская городская клиническая больница № 7
- республиканская психолого-медико-педагогическая консультация
- несколько школ и детcких садов
- Институт развития образования Республики Татарстан
- республиканский олимпиадный центр
- республиканский центр внешкольной работы
- республиканский центр усыновления, опеки и попечительства
- Управление Казанской и Татарстанской епархии РПЦ
- Казанская православная духовная семинария
- храм святого праведного Иоанна Кронштадтского
- птичий рынок «Зоотория» городского значения[19]
- рынок «Соцгород»
- станция метро «Авиастроительная»
- сквер между улицами Белинского и Индустриальная
- памятник министру авиапрома СССР П. В. Дементьеву
- бюст Героя Советского Союза Мусы Джалиля
- мемориал двигателиста П. А. Витера

## Транспорт
Микрорайон исторически является одним из крупных транспортных узлов города, имеющим все виды городского транспорта Казани.
В Соцгороде с 2013 года действует единственная в Авиастроительном районе станция «Авиастроительная», конечная Центральной линии Казанского метрополитена, для которой также предлагалось, но набрало меньше голосов при интернет-голосовании на сайте мэрии в 2012 году название «Соцгород».
Через Соцгород проходят трамвайные маршруты № 1 и № 6 (которые до 2013 г. имели № 9 и № 13), троллейбусный маршрут № 13 (ранее до начала 2010-х годов также действовали маршруты № 1 и № 3), автобусные маршруты №№ 6, 18, 33, 37,40, 43, 53, 60, 78, 89, Трамвайная и троллейбусно-автобусная остановки в микрорайоне назывались «Соцгород» до переименования в 2013 г. в «Станция метро «Авиастроительная»».

## Примечания

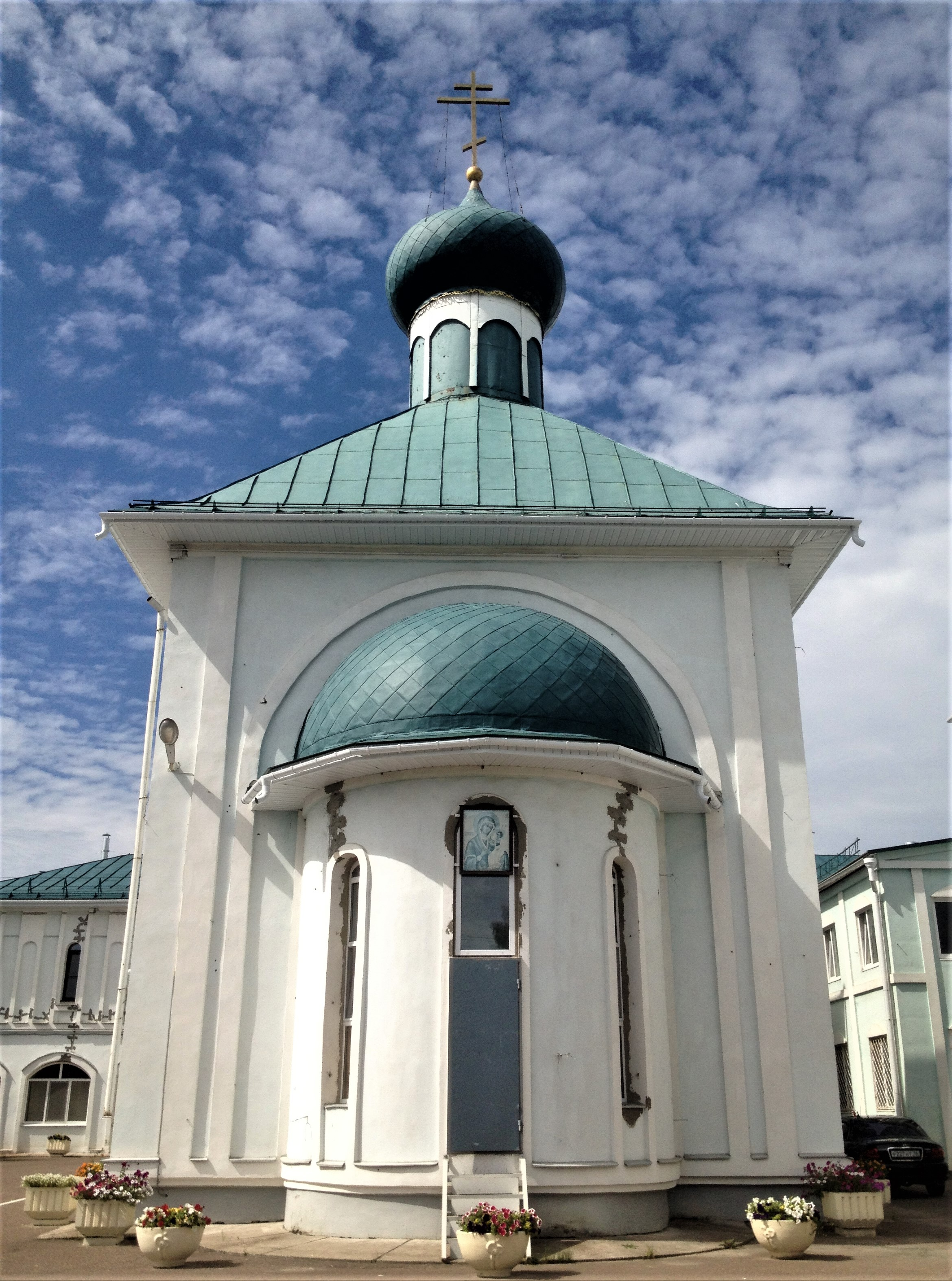
храм святого Иоанна Кронштадтского

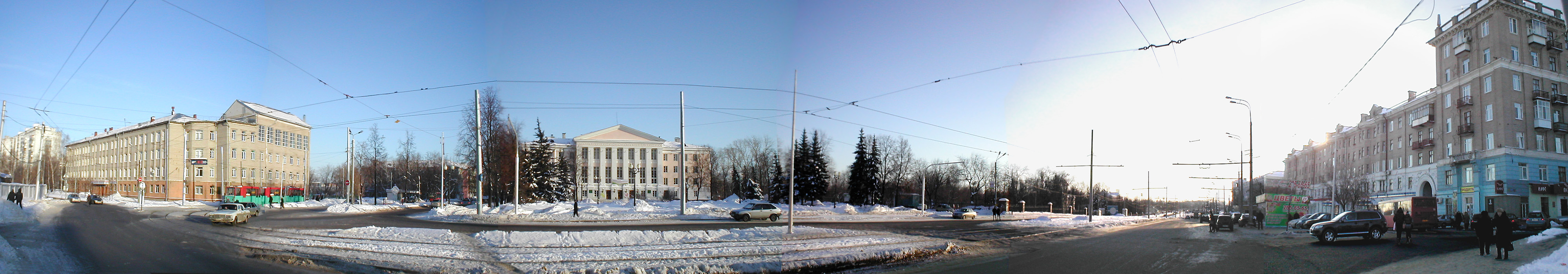
Панорама площади Соцгорода и улицы Копылова